# Mortal Kombat 4
Mortal Kombat 4 je bojová videohra z roku 1997, pokračování třetího dílu ze série Mortal Kombat. Hra se znovu vyznačuje velkou brutalitou. Je to první díl ze série od Midway, který místo digitalizovaných spritů opravdových herců používá 3D počítačovou grafiku. Je to poslední hra ze série, která vyšla na arkádové automaty a po dlouhou dobu také na PC. Roku 1998 byla hra vydaná na PlayStation, Nintendo 64, PC a Game Boy Color, následující rok vyšla rozšířená verze s názvem Mortal Kombat Gold pro Dreamcast.

## Hratelnost
Hra vychází z předešlých dílů, ale přibylo použití zbraní a ležících předmětů v aréně. Na rozdíl od předchozího dílu, který obsahoval více různých zakončovacích tahů, MK4 postavy mají pouze dvě vlastní fatality. Přítomny jsou také dvě fatality podle arény – hození do větráku a nabodnutí na bodáky na stropě.

## Příběh
Tisíce let před turnajem v prvním díle se pokusil bývalý starý bůh Shinnok podrobit si Pozemskou říši, její ochránce a bůh hromu Raiden ho však porazil a uvěznil ho v Netherrealmu. Nyní se Shinnokovi podařilo z Netherrealmu uprchnout za pomoci čaroděje Quana Chiho a chce se pomstít starým bohům, kteří ho zatratili. Ve svém plánu nejprve dobyl říši Edenia pomocí zrádce Tanyi a připravuje se na útok na staré bohy.
Raiden a bojovníci z Pozemské říše: Liu Kang, Johnny Cage, Sonya Blade, Jax, Sub-Zero a Kai (Šaolinský mnich jako Liu Kang) se ho vydávají zastavit. Přidává se k nim také bůh větru Fujin. Sub-Zera chce znovu zabít Scorpion, kterému Quan Chi řekl, že klan Lin Kuei zabil jeho rodinu. Mezitím chtějí Sonya a Jax zatknout člena kriminálního spolku Black Dragon Jareka. Na Shinnokovu stranu se přidávají Quan Chi, Tanya, Reptile, Noob Saibot, Meat a Shinnokův generál Reiko.
Z rozšířené Gold verze je patrné, že Goro sleduje své vlastní úmysly a přidává se ke své rase Shokan a vstupuje do bitvy s Kentaury, je také konfrontován Kung Laem, který se chce pomstít za smrt svého předka. Kitana se přidává na stranu Raidena, zatímco Mileena a Baraka se přidávají na stranu Shinnoka. Cyrex pokračuje ve své misi zabít Sub-Zera, poté co byl zachráněný z pouště a opravený klanem Lin Kuei. Klanu se však chování Cyraxe zdálo podezřelé a tak poslal Sektora, aby na něj dohlédl.

## Postavy
Ve hře je 15 hratelných postav a tři skryté postavy:
- Jax Briggs – Americký důstojník speciálních sil, který jde po Jarekovi.
- Johnny Cage – Hollywoodská filmová hvězda se snaží produkovat svůj další film.
- Liu Kang – Šaolinský mnich, který se snaží porazit Shinnoka.
- Raiden – Bůh hromu, který znovu vede smrtelníky.
- Reptile – Zaterranský válečník, který slouží Shinnokovi, aby zachránil svou říši.
- Scorpion – Nemrtvý ninja, který znovu hledá pomstu Sub-Zerovi a Quan Chimu.
- Sonya Blade – Poručík speciálních sil, který se snaží zatknout Jareka.
- Sub-Zero – Bývalý člen Lin Kuei, znovu pronásledovaný Scorpionem.
- Fujin – Raidenův spojenec a bůh větru, který se poprvé objevil v Mortal Kombat Mythology: Sub-Zero.
- Jarek – Člen kriminálního spolku Black Dragon.
- Kai – Šaolinský mnich a přítel Liu Kanga.
- Quan Chi – Zlý čaroděj, který pomáhal Shinnokovi v jeho útěku z Netherrealmu. Poprvé se objevil v Mortal Kombat Mythologies: Sub-Zero a v animovaném seriálu Mortal Kombat: Defenders of the Realm.
- Reiko – Shinnokův generál.
- Shinnok – Padlý starý Bůh. Shinnok je hratelná postava i finální boss této hry, původně se objevil v Mortal Kombat Mythologies: Sub-Zero.
- Tanya – Zrádce Edenie.

- Goro (skrytá postava) – V domácích konzolích se vrací jako sub-boss.
- Noob Saibot (skrytá postava) – Nemrtvý a služebník Quan Chiho.
- Meat (skrytá postava) – Krvavá kostra.

Verze Mortal Kombat Gold pro Dreamcast přidává do hry šest hratelných postav: Kitana, Mileena, Cyrax, Kung Lao, Baraka a skrytý Sektor.

## Arény
Seznam arén:
- Aréna Starších Bohů
- Gorovo Doupě
- Ledová Jáma
- Žijící Les
- Reptilovo Doupě
- Šaolínský Chrám
- Vězení
- Hrobka
- Ohnivá Studna
- Větrný Svět
- Žebřík?

## Protivníci
Hlavní boss hry Mortal Kombat 4 je Shinnok, dále jsou ve hře menší bossové jako Goro nebo Quan Chi.

## Hodnocení
Mortal Kombat 4 obdrželo na IGN hodnocení 'výborné' - 8/10, na IMDb je hodnocena 6.9/10, na GOG.com dostala hra hodnocení 4.3/5 a na GameStop se jí dostalo kontroverzní hodnocení 'průměrné' - 5/10.

## Cheat kódy
Seznam cheatů:
- 321-321 Režim hry s velkou hlavou postavy
- 060-060 Žádný hráč nikdy nespustí zbraně
- 050-050 Poslední zásah způsobí, že poražený exploduje.
- 666-666 Žádná hudba v pozadí
- 010-010 Komba mají neomezený limit poškození
- 060-060 V aréně Větrný Svět neprší
- 011-011 Zahrajte si v aréně „Gorovo Doupě“.
- 313-313 Zahrajte si v aréně „Ledová Jáma“.
- 033-033 Zahrajte si v aréně „Aréna Starších Bohů“.
- 044-044 Zahrajte si v aréně "Hrobka".
- 022-022 Zahrajte si v aréně "Ohnivá Studna".
- 055-055 Zahrajte si v aréně „Větrný svět“.
- 020-020 Prší krev v aréně „Větrný svět“.
- 222-222 Náhodné zbraně
- 123-123 Začněte s energií mírně nad úrovní „Nebezpečí“.
- 444-444 Začněte s tasenými zbraněmi
- 100-100 Házení je vypnuto
- 555-555 Zbraně padají po celé aréně